# Cyclophora obcoecaria
Cyclophora obcoecaria là một loài bướm đêm trong họ Geometridae.